# 目标人物
《目标人物》这是 2020 年的中国衍生互动微剧, 為芒果TV《明星大侦探》第二季, 主演白敬亭、魏晨、張雨劍、代露娃、肖旭和张屹杨。。第一季為《頭號嫌疑人》，同以都市悬疑為主题。 该剧于2020年11月11日1在芒果TV上线，共21集。 入榜第32屆華鼎獎'中國電視劇滿意度調查百強榜單'。

## 劇情概述
《目標人物》延續《明星大偵探》，打造全新互動劇模式。故事發生在每天都會發生各種詭異案件的芒城，“賞金獵人”網站埋伏在芒城錯綜複雜的關係網絡下。網站每完成一筆交易，芒城就會發生一起新的案件。就在此時，操縱網站的犯罪天才A（白敬亭飾）意外失憶，並被捲入一場廢棄基地的逃生遊戲，而遊戲內容就是破解他失憶前佈下的迷局……他能否從這場危機四伏的遊戲中安全脫身呢？

## 人物說明表
| 演員       | 角色                   | 人物介紹 |
| 參與遊戲   |                        | |
| 白敬亭     | 郝祺(在遊戲中被稱郝燃) | 拥有双重身份的神秘保险员，郝祺與郝燃為雙胞胎，小時候皆在天使孤兒院陸續被人領養。 郝燃的雙胞胎哥哥，幼時開朗活潑，愛彈鋼琴且整潔，被科技公司的老闆選中領養，跟郝燃互換身份，將機會讓給郝燃。 後被李大明領養，開始變得無情冷漠。后来得知李大明領養自己是為了將自己的心臟捐贈給他的親生兒子，而失手將李大明殺害。 與張思睿創立賞金獵人網站，初衷是想懲罰壞人，卻用錯方法。 在《明星大偵探》第六季第十二案《芒城風雲II》中，以白保險進入这期案件。 |
| 白敬亭     | 郝燃                   | 拥有双重身份的神秘保险员，郝祺與郝燃為雙胞胎，小時候皆在天使孤兒院陸續被人領養。 郝祺的雙胞胎弟弟，常年生活在國外，近一年才回國，幼時愛惹事，性格孤僻， 因與郝祺交換身份而被科技公司的老闆領養帶走，患有白血病，身體虛弱，曾經歷一次骨髓移植。為讓郝祺洗白，死於車禍中。 |
| 魏晨       | 张思睿                 | 富商之子，出手阔绰，性格冷峻，傲娇毒舌，亦正亦邪，而实际身份是赏金猎人网站的合伙人。因为母亲和好兄弟柯辰都是被微笑杀手所害，所以他一直在寻找微笑杀手。 |
| 张雨剑     | 魏子由                 | 平平无奇的八卦小天才，芒城知名主持人魏謙的兒子。 非常在乎他的鞋。以為郝燃是他父親的私生子。 |
| 代露娃     | 柯糖                   | 喜欢吃糖的怪力少女，柯宸的妹妹。以為郝燃是她母亲的私生子 。 |
| 肖旭       | 秦森                   | 从未迟到过的跑断腿送货员，第三案(華心案)後才跟眾人匯合。他的妹妹(秦淼)也被微笑殺手殺害而亡。 原為偵探，微笑殺手(歐可)殺害。 |
| 张屹杨     | 欧可                   | 行走的百科全书，微笑殺手、李大明的親生兒子、秦森的手下。因为发现父亲是被郝燃杀死的，所以也想让他体验到失去亲人好友的痛苦，所以成为了微笑杀手。 |
| 衛曉光     | 吳建                   | 在遊戲開始時，因試圖逃出基地，慘遭坍塌被壓死，是眾人當中第一位死亡的。實際上是假死，真實身分為秦森手下。 |
| 劉海藍     | 子絮                   | 與肖涵為未婚夫妻，是MG娛樂公司的藝人總監，曾負責管理費安娜，與安寧為閨密。 |
| 湯群       | 肖涵                   | 與子絮為未婚夫妻，負責MG藝人的日常生活飲食。 |
| 陳先民     | 泰龍                   | 保安，喬大山的兒子。 |
| 王飛       | 尤豪                   | 第一案(費安娜案)獵人投票時，因眾人選擇錯誤，遭猩猩隨機處死。實際上是假死，真實身分為秦森手下。 |
| 乾屹       | 尚敬                   | <<廢棄基地>>道具組的組員， 與柯糖為髮小，為了避免柯糖犧牲，故自動出來承認身分。 |
| 姜建       | 三野                   | <<廢棄基地>>作者，於眾人發現王金屍體後，與蘇暖同時與眾人匯合。 |
| 劉良慧     | 蘇暖                   | 三野的秘書，與三野在發現王金屍體時匯合。 |
| 高盛豪     | 李曉杰                 | 攝影師，曾偷拍多張案件相關的照片。 |
| 孫征宇     | 王金                   | 第四案獵人，被目標反殺而死。 |
| 未參與遊戲 |                        | |
| 鄧倫       | 柯宸                   | 柯糖的哥哥，與郝燃、張思睿是好友。 原為球隊最優秀的球員，遭魏謙誘騙以吸食禁藥的議題搏眼球而需償還大筆的違約金，被父親逐出家門，後被微笑殺手所殺 |
| 陳諾       | 費安娜                 | 安寧是她的姊姊，因为姐姐安宁曾经被PUA，所以决定报复，使用了赏金猎人网站。PUA對象:於海 |
| 韓朔       | 華心                   | 第三案目標，PUA對象:尚敬。 |
| 李旭       | 喬大山                 | 泰龙的父親。 利用自身的死亡獲得了高額的劇組賠償以及保險理賠，卻遭泰龙誤會其死亡原因， 因而將理賠的金額投入賞金獵人網站，並將費安娜定為目標。 |
| 陳誠       | 于海                   | 昊天案的真凶，昔日遭受費安娜PUA。 |
| 張成龍     | 昊天                   | 男演員，PUA對象:安寧。 本身對花生嚴重過敏，因吸入花生醬(吸管)而過敏死亡。 |
| 李冬雪     | 安寧                   | 費安娜的姊姊，昊天PUA的對象，後自殺身亡。 |
| 陳雨       | Cindy                  | |
| 張凱       | 導演                   | |
| 肖沁楊     | 女藝人                 | |
| 劉明震     | 警察                   | |
| 品尚       | 小歐可                 | |
| 趙嘉明     | 李大明妻               | 因張家過勞而死，李大明殺害張思睿母親後，在她的脸上用鲜血画上笑脸，為了彰顯張父当初在生日宴上的要求『要微笑，別哭著臉。』 |
| 侯司諦文   | 小張思睿               | |
| 陳韜       | 中年男                 | |
| 秦淼       | 小苕葶                 | |
| 張玉       | 中年男妻               | |
| 凱文       | 小郝燃                 | |
| 凱睿       | 小郝祺                 | |
| 周惠英     | 陳老師                 | |
| 董君       | 黑科老闆               | |
| 霍文琦     | 白敬亭替身             | |
| 丁曉明     | 伍士男                 | |
| 董福軍     | 鱘魚男                 | |
| 丁筆龍     | 光頭男                 | |
| 楊添惠     | 蘿莉女                 | |
| 王嘉麟     | 小丑男                 | |
| 尚北京     | 審訊人員甲             | |
| 孫鵬       | 審訊人員乙             | |
| 程亞飛     | 記者                   | |
| 胡佳杰     | 年輕男                 | |
| 李澤露     | 猴子                   | |

## 案件說明
| 角色                                                                      | 劇情 |
| 第一案(費安娜案)                                                          | |
| 費安娜                                                                    | 目標， 死因:餓死在天台。 |
| 子絮&肖涵                                                                 | 獵人，方式:當天與費安娜相約在天台，已知費安娜被鎖於門外，卻並未幫她開門，導致費安娜餓死在天台。 |
| 泰龍                                                                      | 買家，殺機:因為費安娜耽誤了他父親的黃金救命時間。 |
| 剩餘人數:10人，死亡:吳建、尤昊，監牢:泰龍                                 | |
| 第二案(於海案)                                                            | |
| 於海                                                                      | 目標，為劇組的副導演。死因:與喬大山同時遭櫃子從二樓往下砸傷而死。 |
| 喬大山                                                                    | 獵人 ，方式:以共享單車的二維碼控制機關使櫃子從二樓砸落。 |
| 尚敬                                                                      | 買家，殺機:為華心復仇，尚敬誤以為於海跟子絮是殺害華心的兇手。 |
| 剩餘人數:9人， 死亡:吳建、尤昊，監牢:泰龍、尚敬                           | |
| 第三案(華心案)                                                            | |
| 華心                                                                      | 目標，死因:缺氧而死。 兇手利用加濕器中的安眠藥以及華心會將食物將熱的習慣，將葡萄與披薩放入微波爐中，待微波爐加熱後爆炸而摻生濃煙，導致已昏迷的華心被濃煙導致缺氧而死。 |
| 李曉杰                                                                    | 獵人，方式:在鏡中以長髮鬼影驚嚇華心，並刪除其電腦內相關的影片資料。 |
| 子絮                                                                      | 共同買家之一，殺機:以PUA手段使肖涵乖乖聽從她的話，並以華心案的買家身分讓獵人將能夠證明肖涵清白的證據清除。 |
| 肖涵                                                                      | 共同買家之一，殺機:誤以為自己給了昊天花生醬三明治，導致昊天過敏身亡。被華心威脅要告他殺人。 |
| 剩餘人數:5人， 死亡:吳建、尤昊，監牢:秦龍、尚敬、子絮、肖涵、李曉杰       | |
| 第三案延伸案_昊天案                                                       | |
| 費安娜                                                                    | 與于海殺害昊天後，利用于海去嫁禍給肖涵跟子絮，並藉由第二案(於海案)故意拖住醫生，讓于海跟喬大山皆錯過了黃金救援時刻。 |
| 于海                                                                      | 與費安娜共同殺害昊天，並嫁禍給肖涵跟子絮。 |
| 延伸案件_魏子由案                                                         | |
| 魏子由                                                                    | 因告白被拒絕，還被其他人發佈到網上，一時想不開而在賞金獵人網站填自己的姓名，後又怕被獵人殺害，故他的身份是買家也是目標。 |
| 柯糖                                                                      | 魏子由案件的獵人，任務是阻止魏子由自殺。 |
| 第四案_王金案                                                             | |
| 三野                                                                      | 目標，死因:未死 |
| 王金                                                                      | 獵人，方式:原先前往慈善義賣會場，試圖電死座位上的蘇暖，但並未成功。後被三野反殺而死亡。 |
| 蘇暖                                                                      | 買家，殺機:懷疑三野殺害了同事小水(秦淼) |
| 剩餘人數:7人， 死亡:吳建、尤昊、王金，監牢:秦龍、尚敬、子絮、肖涵、李曉杰 | |
| 最終案_微笑殺手案                                                         | |
| 歐可                                                                      | 微笑殺手 |
| 郝祺                                                                      | A |
| 案件說明                                                                  | 李大明作為第一任微笑殺手，殺害了張思睿的母親。歐可作為李大明的親生兒子，是為第二任微笑殺手，柯宸、秦淼皆被他殺害。 郝祺與郝燃是一对双胞胎，郝祺性格开朗，郝燃则是性格孤僻。科技公司的老板希望收养郝祺，但郝祺与弟弟郝燃互換身分，让弟弟能过上好生活。所以當時被科技公司收養者為郝燃(大家叫他"郝祺")，而被李大明收養者為郝祺(大家叫他"郝燃")。而能证明二人身份的是当初科技公司老板给郝祺（大家叫他"郝燃"）的智能眼镜，这副眼镜当场录下了郝祺（大家叫他"郝燃"）的指纹，且不能更改。 長大過程中，郝燃(大家叫他"郝祺")前往美國，在幼時做骨髓移植手術，所以跟郝祺(大家叫他"郝燃")的DNA已經不同了。 因此在郝祺(大家叫他"郝燃")跟郝燃(大家叫他"郝祺")的重生計畫中，眼鏡認主的人是郝祺(大家叫他"郝燃")，也就是賞金獵人網站主人A。 而在外面遭遇車禍身亡的人是郝燃(大家叫他"郝祺")。 在兄弟倆原訂的計劃中，由於張思睿對兄弟倆的了解太深入，因此才有開頭那句話:『幹掉張思睿，才可以重生』。同時也有郝祺(大家叫他"郝燃")那句話:『這不是結束，而是重生』。 |
| 剩餘人數:14人， 死亡:秦森、王金                                           | |

## 電視原聲帶
| 曲序 | 曲目             |        | 作曲   | 编曲 | 演唱   |
| ---- | ---------------- | ------ | ------ | ---- | ------ |
| 1.   | 無罪說（片尾曲） | 唐恬   | 李偉菘 |      | 張紫寧 |
| 2.   | 鏡像（插曲）     | 李煊樂 | 李煊樂 | 毛毛 | 圈9    |

## 獎項與提名
| 年份 | 頒獎典禮   | 獎項                         | 评论     | 結果 | 参考資料 |
| ---- | ---------- | ---------------------------- | -------- | ---- | -------- |
| 2021 | 32屆華鼎獎 | 中國電視劇滿意度調查百強榜單 | 目标人物 | 上市 | [ 9 ]    |

## 外部連結
- 互动衍生目标人物官微的新浪微博
- 豆瓣电影上《明星大侦探互动衍生2之目标人物》的資料 （简体中文）